# آرماه آکوئته
آرماه آکوئته (انگلیسی: Armah Akuetteh؛ زادهٔ ۲۷ ژانویهٔ ۱۹۴۶) بازیکن فوتبال اهل غنا بود.
وی همچنین در تیم ملی فوتبال غنا بازی کرده‌است.